# Parafia Najświętszej Maryi Panny Królowej Polski w Krasnem-Lasocicach
Parafia Najświętszej Maryi Panny Królowej Polski w Krasnem-Lasocicach – parafia rzymskokatolicka w diecezji tarnowskiej w dekanacie Tymbark.
Pierwotnie zarządzali nią cystersi z pobliskiego Szczyrzyca, a od 1934 księża diecezjalni.

## Historia
W Krasnem-Lasocicach przez długi czas nie było samodzielnej parafii. Wierni uczestniczyli w nabożeństwach w dwóch sąsiednich parafiach: parafii Ścięcia św. Jana Chrzciciela w Górze Świętego Jana oraz parafii NMP Wniebowziętej i św. Stanisława Biskupa w Szczyrzycu.
W 1919 roku biskup tarnowski Leon Wałęga powołał we wsi niezależną ekspozyturę, podległą cystersom ze Szczyrzyca. W 1925 erygował samodzielną parafię. W 1934 roku jego następca – biskup Franciszek Lisowski przekazał parafię w zarządzanie księżom diecezjalnym.
Początkowo liturgię sprawowano w niewielkiej kaplicy, która została wybudowana w miejscu pochówku Rosjan i Austriaków, poległych w bitwie w tej okolicy w czasie I wojny światowej. Dopiero w latach 1935-1938 wzniesiono kościół.

## Kościół
Murowany kamienny kościół został wzniesiony w latach 1935-1938. Od tego czasu był kilkakrotnie odnawiany i dalej służy miejscowej wspólnocie.